# Jukovitsi
Jukovitsi (en rus: Жуковицы) és un poble de l'óblast d'Ivànovo, a Rússia, que en el cens del 2010 tenia vuit habitants.